# Aÿ-Champagne
Aÿ-Champagne is een gemeente in het Franse departement Marne in de regio Grand Est. De gemeente maakt deel uit van het arrondissement Épernay en had 5.148 inwoners op 1 januari 2022.

## Geschiedenis
De commune nouvelle werd gevormd op 1 januari 2016 door de fusie van de gemeenten Ay, Bisseuil en Mareuil-sur-Ay, waarvan Ay de hoofdplaats werd.

## Geografie
De oppervlakte van Aÿ-Champagne bedroeg op 1 januari 2022 31,94 vierkante kilometer; de bevolkingsdichtheid was toen 161,2 inwoners per km². De Marne stroomt door de gemeente.
De onderstaande kaart toont de ligging van Aÿ-Champagne met de belangrijkste infrastructuur en aangrenzende gemeenten.

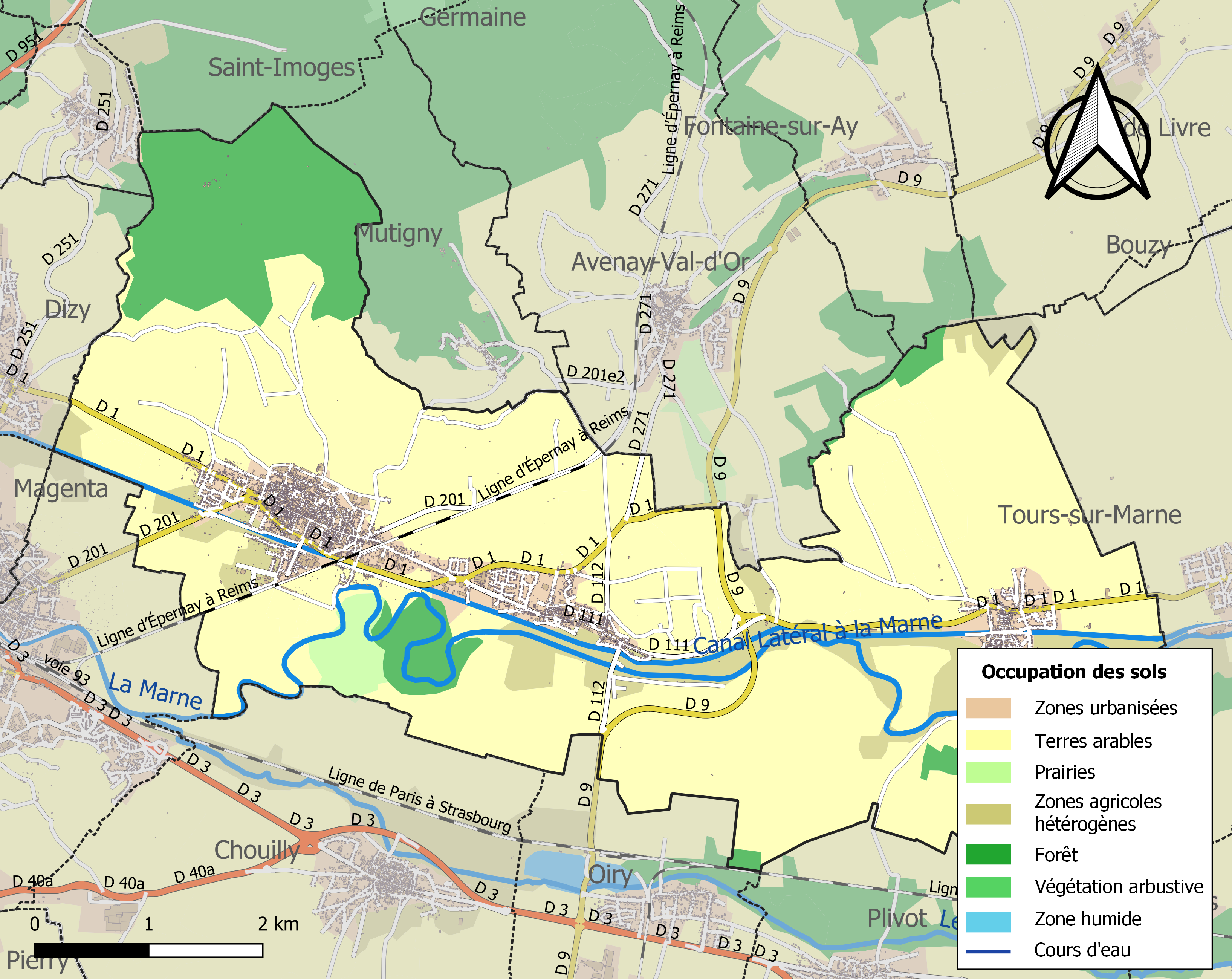

## Wijnproductie
Ay en Mareuil-sur-Ay staan op de lijst van grand cru-gemeenten van de Champagne. Dat betekent dat alle druiven uit de wijngaarden binnen het gebied, ongeacht de bodem en de ligging, een "grand cru"-champagne leveren.

## Monumenten
In de deelgemeente Mareuil-sur-Ay staat het kasteel van Montebello.